# Port Nolloth
Port Nolloth è un centro abitato del Sudafrica, situato nella provincia del Capo Settentrionale, capoluogo amministrativo della Municipalità locale di Richtersveld.

## Storia
La cittadina di Port Nolloth venne fondata verso la metà del XIX secolo come porto per l'imbarco del minerale di rame estratto nelle miniere di Okiep, località posta nell'interno a circa 160 chilometri dalla costa; lo sfruttamento del porto proseguì per alcuni decenni, venendo però abbandonato intorno al 1910. Port Nolloth divenne allora un centro per la pesca e, dalla metà degli anni venti, per la ricerca di diamanti offshore, portati dai fiumi provenienti dall'interno del Sudafrica, estratti dalle sabbie dragate dal fondo marino.

## Geografia
La cittadina sorge lungo la costa atlantica, ai margini meridionali del deserto del Namib (regione del Namaqualand), non lontano dal confine con la Namibia.
Il clima di Port Nolloth è molto particolare, dal momento che viene influenzato dalla fredda corrente del Benguela che raffredda molto le acque costiere in quest'area, abbassando le temperature medie annue fino a livelli insoliti per una località sita a latitudini subtropicali. La temperature media nel corso dell'anno a Port Nolloth è infatti di soli 15 °C, con ridottissime escursioni termiche annuali (circa 3 °C tra il mese più caldo e quello più freddo); le precipitazioni sono pressoché irrisorie, dell'ordine di qualche decina di millimetri all'anno.